# Toros Monterrey
Los Toros Monterrey, son un equipo profesional y amateur de hockey sobre hielo de la Liga mexicana de Hockey.
Su lugar de entrenamiento se localiza en el Monterrey Ice Complex, un complejo deportivo exclusivo para deportes como el hockey sobre hielo y el patinaje artístico sobre hielo, siendo el más grande y moderno de Monterrey con capacidad para 1,500 personas y academias de patinaje artístico y de hockey sobre hielo. Toros Monterrey compite consistentemente en torneos nacionales e internacionales como la Copa Federación y una participación activa en la Nextel International Hockey Cup, esta última se forma con jugadores de Ciudad de México, Guadalajara y Monterrey, compitiendo a nivel internacional.